# أنطونيو مورينو رويز
أنطونيو مورينو رويز (بالإسبانية: Antonio Moreno Ruiz)‏ (1 فبراير 1983 بمالقة في إسبانيا - ) هو لاعب كرة قدم إسباني في مركز الهجوم. لعب مع إشبيلية أتلتيكو ونادي باراكالدو ونادي بارتيزان ونادي بونتيفيدرا ونادي قادش ونادي ماربيا وLorca Deportiva CF ‏ وEl Palo FC ‏ وCD Puertollano ‏.

## وصلات خارجية
- أنطونيو مورينو رويز على موقع قاعدة بيانات كرة القدم.إي يو (الإنجليزية)
- أنطونيو مورينو رويز على موقع Soccerway.com (الإنجليزية)
- أنطونيو مورينو رويز على موقع AS.com (الإسبانية)